# Stapleton (Richmondshire)
Stapleton – osada i civil parish w Anglii, w hrabstwie North Yorkshire, w dystrykcie (unitary authority) North Yorkshire. Leży 70 km na północny zachód od miasta York i 347 km na północ od Londynu. W 2011 roku civil parish liczyła 179 mieszkańców. Stapleton jest wspomniana w Domesday Book (1086) jako Stapledun/Staplendun.